# Wenceslas Bojer

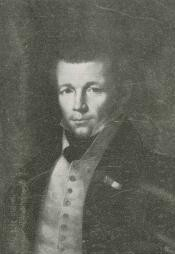
Wenceslas Bojer

Wenceslas Bojer (auch Václav, Wenceslaus, Wenzlaus oder Wenzel Bojer; * 23. September 1795 in Řesanice, Böhmen, Habsburgermonarchie; † 4. Juni 1856 in Port Louis, Mauritius, Vereinigtes Königreich Großbritannien und Irland) war ein böhmischer, k. k. österreichischer Naturforscher und Botaniker. Sein offizielles botanisches Autorenkürzel lautet „Bojer“.

## Biografie
Wenceslas Bojer wurde als Sohn von Simon Bojer und Barbara Staub in Böhmen geboren. Wie sein Vater war er zunächst Gärtner. Während seiner Ausbildung beim Botaniker Kaspar Maria von Sternberg erweckte er die Aufmerksamkeit von Franz Wilhelm Sieber, der ihm eine Position beim Kaiserlichen Museum in Wien verschaffte. Zwischen 1821 und 1823 betrieb Bojer zusammen mit Sieber und Carl Theodor Hilsenberg botanische Studien auf Mauritius. 1822 wurde er vom mauritischen Gouverneur Robert Townsend Farquhar nach Madagaskar gesandt, wo er Prinz Rafaria und James Hastie, den Gesandten von König Radama I. von Madagaskar auf deren Expeditionen begleitete. Bojer erforschte die Westküste von Madagaskar, bevor er in Antananarivo eintraf.
Ab 1824 arbeitete Bojer als Dolmetscher in Afrika. Er erforschte mehrere Küsten in Afrika und konnte eine große Sammlung von Pflanzen und Mineralien zusammentragen. 1829 gehörte er neben Charles Telfair, Jacques Delisse (1773–1856) und Julien Desjardins zu den Mitbegründern der Société royale des Arts et des Sciences de l’île Maurice, der ersten naturwissenschaftlichen Vereinigung von Mauritius. 1842 wurde Bojer Kurator am Museum Desjardins und 1848 Direktor des Jardin des Pamplemousses. Im Jahr 1849 wurde er zum Mitglied der Gelehrtenakademie Leopoldina gewählt.
Bojers letzte Abhandlung Rapport sur le Taraudeur des cannes (1856) war über den Zuckerrohrbohrer (Diatraea saccharalis), der in den 1850er-Jahren zwei Drittel der Zuckerrohrernte auf Mauritius zerstört hatte und der Gouverneur daraufhin 50.000 Franc für ein wirksames Mittel gegen die Plage ausgesetzt hatte.
Wenceslas Bojer starb 1856 an einer Plegie. Sein Grab auf dem Western Cemetery in Port Louis steht unter Denkmalschutz.

## Dedikationsnamen
Nach Bojer sind mehrere Pflanzen- und Tiertaxa von Afrika, Madagaskar, den Seychellen und den Maskarenen benannt, dazu gehören unter anderem Bojers Skink (Gongylomorphus bojerii), der Palmenweber (Ploceus bojeri), Dionycha bojerii, Ficus bojeri Baker, Uapaca bojeri Baill., Streptocarpus thompsonii var. bojeri, Euphorbia bojeri Hook., Epilobium bojeri Hausskn. und Wahlenbergia bojeri A.DC.
Augustin-Pyrame de Candolle benannte 1836 ihm zu Ehren die Pflanzengattung Bojeria aus der Familie der Korbblütler (Asteraceae). Sie ist heute ein Synonym für Inula aus der Familie der Korbblütler (Asteraceae). Constantine S. Rafinesque-Schmaltz benannte 1836 eine Pflanzengattung aus der Familie der Wolfsmilchgewächse (Euphorbiaceae) mit dem Namen Bojeria. Dieses Homonym ist jedoch gemäß den Regeln des ICBN ungültig, da es erst 1838 veröffentlicht wurde.

## Schriften (Auswahl)
- Hortus Mauritianus : ou énumération des plantes, exotiques et indigènes, qui croissent a l’Ile Maurice, disposées d'aprés la méthode naturelle, 1837.
- Espèces nouvelles de plantes à Madagascar et îles Comores, 1841.
- Planches relatives au genre Gærtnera Lam., 1847.
- Vahea madagascariensis et Cassia filipendula, 1847.